# Reisnerkogel
Der Reisnerkogel ist eine 443 m ü. A. hohe Erhebung des Rosaliengebirges im Burgenland in Österreich.
Der Reisnerkogel liegt etwa vier Kilometer südwestlich von Mattersburg, zu dessen Gemeindegebiet der Norden und Westen des Berges gehört. Über seinen Gipfel verläuft die Grenze zum Gemeindegebiet von Marz, einer Ortschaft etwa drei Kilometer östlich des Reisnerkogels. Die nächstgelegene Siedlung ist Forchtenstein, dessen Siedlungsgebiet etwa einen Kilometer nordwestlich des Reisnerkogels beginnt. Am Ostfuß des Berges verläuft die Burgenland Schnellstraße. Nachbarberg im Südosten ist der 677 m hohe Greimkogel.
Geologisch besteht der Reisnerkogel hauptsächlich aus Quarzphyllit und Glimmerschiefer. Er ist vollständig bewaldet. Das Gebiet ist mit zahlreichen Forststraßen und Fußwegen erschlossen, von denen jedoch keiner bis zum Gipfel führt. 